# Trine Qvist
Trine Qvist (8 de junio de 1966) es una deportista danesa que compitió en curling.
Participó en los Juegos Olímpicos de Nagano 1998, obteniendo una medalla de plata en la prueba femenina.
Ganó una medalla de plata en el Campeonato Mundial de Curling Femenino de 1998 y una medalla de bronce en el Campeonato Europeo de Curling Femenino de 1998.

## Palmarés internacional
| Juegos Olímpicos   | Juegos Olímpicos  | Juegos Olímpicos  | Juegos Olímpicos |
| Año                | Lugar             | Medalla           | Prueba           |
| ------------------ | ----------------- | ----------------- | ---------------- |
| 1998               | Nagano (Japón)    | Medalla de plata  | Equipo           |
| Campeonato Mundial |                   |                   |                  |
| Año                | Lugar             | Medalla           | Prueba           |
| 1998               | Kamloops (Canadá) | Medalla de plata  | Equipo           |
| Campeonato Europeo |                   |                   |                  |
| Año                | Lugar             | Medalla           | Prueba           |
| 1998               | Flims (Suiza)     | Medalla de bronce | Equipo           |